# Bryce Douvier
Bryce Douvier (Salzburgo, 1 de diciembre de 1991) es un baloncestista con doble nacionalidad, austriaca y estadounidense que pertenece a la plantilla del Club Melilla Baloncesto de la Liga LEB Oro.  Con 2,01 metros de estatura, juega en la posición de ala-pívot. Su padre, Randy Douvier, jugó profesionalmente en Austria en los años 80.

## Trayectoria deportiva

### Universidad
Jugó dos temporadas con los Bears de la Universidad del Norte de Colorado, en las que apenas tuvo minutos de juego, promediando 1,9 puntos y 1,5 rebotes por partido. En 2013 fue transferido a los Islanders de la Universidad de Texas A&M de Corpus Christi (Texas), donde, tras pasar un año en blanco por la normativa de la NCAA, jugó dos temporadas más, en las que promedió 9,6 puntos y 6,2 rebotes por partido.

### Profesional
Tras no ser elegido en el Draft de la NBA de 2016, firmó su primer contrato profesional con el Ovarense Basquetebol portugués, donde jugó una temporada como titular, promediando 15,3 puntos y 9,1 rebotes por partido.
El 1 de julio de 2017 firmó con el Blu Basket 1971 de la Serie A2 italiana, con los que disputó 15 partidos, promediando 16,4 puntos y 7,8 rebotes, cifras que hacen que el Aris BC de la A1 Ethniki griego se fije en él, fichándolo en enero de 2018. Disputó 14 partidos de liga con el equipo heleno, en los que promedió 4,7 puntos y 3,7 rebotes.
En julio de 2018 se comprometió con el UJAP Quimper de la Pro B francesa.
En febrero de 2019 se comprometió con el Liberbank Oviedo Baloncesto, equipo de LEB Oro hasta final de temporada.
Durante la temporada 2019-20, juega en las filas del MKS Dąbrowa Górnicza de la PLK, donde promedió 13.2 puntos, 5.1 rebotes y 1.4 asistencias para valorar 11.8 ítems. 
El 8 de diciembre de 2020, firma por el Palencia Baloncesto de la Liga LEB Oro hasta el final de la temporada.
El 16 de septiembre de 2021, firma por el BC Luleå de la Svenska basketligan.
En la temporada 2022-23, firma por el KK Šiauliai de la Lietuvos Krepšinio Lyga.
El 29 de diciembre de 2022, se compromete con el Guerino Vanoli Basket de la Serie A2, la segunda categoría del baloncesto italiano.
El 1 de febrero de 2024, firma por el Club Melilla Baloncesto de la Liga LEB Oro.

## Selección nacional
Douvier forma parte de la selección de baloncesto de Austria desde 2017, habiendo jugado fundamentalmente en partidos de clasificación al Eurobasket y a la Copa Mundial de Baloncesto. 